# キャッスルファンタジア〜エレンシア戦記〜
『キャッスルファンタジア〜エレンシア戦記〜』（キャッスルファンタジア〜エレンシアせんき〜）は2000年4月21日にStudio e.go!から発売された18禁シミュレーションRPGである。2003年7月25日発売にリメイク版である『キャッスルファンタジア〜エレンシア戦記〜リニューアル』が発売され、2008年12月26日にはそのダウンロード版が発売された。
また、2005年2月24日には、角川書店よりコンシューマーゲームとしてリニューアル版を移植したPlayStation 2版『キャッスルファンタジア〜エレンシア戦記〜 プラスストーリーズ』が発売された。シナリオを一部修正したほか、2人の新キャラクターの追加とそれに関わる新規シナリオの追加を行い、あわせて操作性の改善が行われている。通常版とDXパック（限定版）の2種類が発売され、DXパックには特典映像DVD「オリジナルミュージッククリップ ミニドラマ収録DVD」が同梱されている。

## 概要
Studio e.go!の中世ファンタジー世界を舞台としたリアルタイム戦略シミュレーションゲーム（リアルタイムストラテジー）である。ゲームの流れとしては、大別して、ストーリーを進めるストーリーパート、キャラクターの育成や戦闘準備を行う育成パート、戦闘を行うSLGパートに分けられる。ストーリーは週ごとに進められ、1年目（神聖歴1256年）9月0週から3年目（神聖歴1258年）4月2週までの87週で区切られている。シナリオは一本道で週ごとにストーリーパート→育成→（戦闘のある場合のみ）戦闘と進んでゆく。二周目以降は設定により戦闘スキップが可能になっている。

### SLGパート
本作のメインとなるパート。プレイヤーは配下部隊を指揮し、敵軍を壊滅させたり、特定のキャラクターを救出して目標を達成する。戦闘に勝利した際の経過時間や撃破した敵の数等によるボーナスは一切無いが逆に部隊数が減ったりするとペナルティを受ける。出撃する部隊はシナリオによる固定となっており、その週で育成パートに登場したキャラクターが全て参加する。
傭兵（剣）
金で国の軍隊に雇われる職業軍人。バランス型で汎用的に使用できる。
傭兵（メイス）
移動がやや遅いが攻撃力が高く重歩兵に効果的ダメージを与えることができる。
弓兵
遠距離攻撃が出来る。ただし一定以下の距離には攻撃できない。また、接近されるとパニックになり操作不能となる。
飛行兵
味方のみに存在する種別。防御力は低いが移動速度は最速。弓兵以外のユニットは空中に攻撃できないため、攻撃タイミングの都合から多くのユニットに対して見かけ以上の防御力を発揮する。弓兵には極めて弱い。
衛生兵
攻撃は一切できないが、味方ユニットのHPを回復することができる。攻撃に弱く治療ユニットがいない場合すぐ逃げ出してしまうという欠点もある。また、テルル率いる飛行兵には治療できない。
魔法兵
弓よりも射程の長い遠距離攻撃ユニット。範囲攻撃で威力も大きいため周りにいる味方にまで被害が及ぶことがある。
重歩兵
攻撃、防御が高く移動力の低いユニット。防御向きだが、セリカの場合は本人は守られているだけで戦わない。
遊撃兵（リニューアルのみ）
バランスタイプの傭兵を移動力を高めて防御力を落とした様なユニット。
戦闘時、味方の隊長・配下ユニットは撃破されていなければ待機することでそれぞれHPは自動的に復活する。隊長が撃破された場合、配下ユニットは消滅する。

### 育成パート
育成パートでは育成内容を選択することでキャラクターのステータスの上昇をさせる。また、育成パート中に見守るヒロインを指定し、そのキャラクターのイベントが進むようになっている。
訓練
能力を中心に上昇させる
勉強
統率力を中心に向上させる
お手伝い
行動力を中心に上昇させる
休憩
体力を回復させる
徴兵
部下を最大値まで回復させる。

### リニューアル版
2003年7月25日発売。リメイク作の一つで以下の点が変更された。
- 対応OSがwindous98/Me/2000/XPとなった。
- 解像度が800x600に上がりCGはすべて塗り直しとなった。
- 8人目のヒロインとして、レヴィアンが追加され、それに伴いシナリオ、CGも大幅に追加された。
- 戦闘中にたびたび発生する敵味方の掛け合いも音声も含め、全シナリオをフルボイス化。
- 音声認識システムの廃止。
- システム変更による高速化、敵の配置や思考ルーチンも変更。
- エンディングテーマのアレンジ版への変更
- 2008年12月26日発売のダウンロード版では対応OSがWindows XP/Vistaとなった。

### PS2版
2005年2月24日、角川書店より発売。リニューアル版のコンシューマーゲーム移植版。

## ストーリー
神聖歴1247年、南の貿易大国エレンシア王国は、皇帝の崩御をきっかけとして北の隣国で軍事大国であるイルミナの侵略を受ける。エレンシアの主だった者は各地に散らばっていたためうまく抵抗も出来ずに王都を占領され、その後、生き残ったエレンシア第一王子エスメルが反抗を起こすも鎮圧されてしまう。
まだ幼かった主人公、エレンシア王国の執政官の息子ファイゼルは、国外に脱出し、そこで大陸最強と謳われた傭兵団「フェンリル」の頭領ガイルに拾われて育てられる。そのままフェンリルの一員として働くが、10年後の1256年、師ガイルの死をきっかけに傭兵団を抜け、占領地となった故郷エレンシア戻って来る。たまたまエレンシア占領軍の性質の悪い警備兵に絡まれていた大道芸人女性を助けたところ、反乱軍のスパイとされ投獄されてしまう。翌日、反乱軍をおびき出す材料としてスパイではないと知られつつ公開処刑になりそうになり脱出しようとした所に、占領軍が反乱軍と呼ぶ「エレンシア解放軍」が助けに来る。そこで出会ったのはかつての幼馴染、ケニッヒスとラピスであった。彼らの要請でファイゼルは傭兵として「エレンシア解放軍」に参加することになる。
こうして、後世に第二次エレンシア戦役として記録される壮大な戦いの物語が幕を開ける。

## キャラクター
声はリニューアル版のもの

### エレンシア王国
ファイゼル＝リッター
声 - 川中子雅人
本作の主人公。エレンシア出身の傭兵。エレンシア王国の執政官の息子で8年前の第1次エレンシア－イルミナ戦役において船で亡命するものの嵐に遭い船は沈没、救命船で遭難していた所を傭兵団「フェンリル」の頭領ガイルに拾われ育てられた。ガイルを師（義父）と仰ぎ傭兵として腕と知恵を磨き、若くしてフェンリルの副隊長を務めるほどの人物に成長する。隊長ガイルの死の際、本人も後継者候補となったが後継者候補の一人にナガレを侮辱された事を端とした騒動を起こしてしまい、その責任を取って傭兵団を抜ける。彼が持っている剣は、最強の隊長ガイルの形見である。エレンシア解放軍に参加後はラピスの指揮下に着くが最初から対等以上。戦いを重ねていくうちに立場を入れ替えても誰にも文句を言われなかった。スペッサルト排除後は不本意ながらもエレンシア解放軍の最高司令官に就任。SLGパートでは傭兵（剣）。ファイゼルの綴りはVAISER。
リー＝ミンファ
声 - カンザキカナリ
各地を旅する大道芸人。青いチャイナ服を着用している。エレンシア旧王都で性質の悪い警備兵に絡まれていた所をファイゼルに助けられたが、そのままファイゼルと共に反乱軍のスパイとされ投獄されてしまう。その後エレンシア解放軍をおびき出すための罠として処刑されそうになり、ファイゼルとともに脱出しようとした際に救出に来たエレンシア解放軍と出会い、そのままなし崩し的に「エレンシア解放軍」に参加し、ファイゼルと共にラピスの指揮下に入る。ファイゼルが上下関係を入れ替えたため対等となる。いつも明るく元気なムードメーカーであまり物事を深く考えないタイプ。傭兵のことも無知でファイゼルに教わっていた。大食間で他人の3倍以上食べる。また料理にもうるさくルート次第ではファイゼルの料理の師となる。SLGパートでは傭兵（メイス）。
ラピス＝フォルトゥーナ
声 - 海原エレナ
エレンシア解放軍将校の一人で、ファイゼル、ケニッヒスの幼馴染。父は、旧エレンシアの宮廷武官で弓兵隊を率いていた、亡命した際ファイゼルとは別の船だったため嵐の際にはぐれ、ケニッヒスと共に大陸の山岳地方に避難した。成長しケニッヒスがレジスタンス活動を開始した際、共に活動に参加する。弓矢の扱いにも秀でており、ファイゼルが加わった後は、彼と行動を共にする事になる。どちらかと言うと情で動くタイプ。おしとやかな外見だが、少々嫉妬深い。10年前はかなり木登りを平気でし、ファイゼルを泣かしたりケニッヒスを馬にするお転婆娘だった。極度の甘党で、その甘さはファイゼルを閉口させるほど。SLGパートでは弓兵を率いる。
テルル＝クーリエ
声 - 岩泉まい
エレンシア解放軍将校の一人。無口であまり感情も表に出さないタイプで醒めた口調で、突き放したような喋り方をする。デボスズメのミグカリバーと会話することが出来る。第一次戦役のイルミナのエレンシア王都侵攻の際に、侵攻軍兵士に目の前で母親が陵辱され惨殺された衝撃で、心を閉ざすと共に体の成長が止まってしまったため、外見は12歳程度だが、実際には成人年齢に達している。デボスズメのミグカリバーと出会うことで心は周りと会話できるまで回復するものの体の成長はいまだに止まったままである。SLGパートでは敵味方通して唯一となる飛行兵を率いる。
ミグカリバー
テルルと話すことの出来るデボスズメ。額に十字の傷があるのが特徴で、テルル率いる飛行部隊のデボスズメたちの通訳となっている。人間並みの知能がありしゃべることは出来ないが人間の話す言葉は理解できるようである。また、感情も非常に豊か。なおトキノ戦華でも最高難易度の訓練MAPでゲスト参戦している。
チャイ＝カ
声 - 紫苑みやび
一生懸命だが、ドジな巨乳でメガネのメイド。元スペッサルト付きのメイドだったが、スペッサルトの酷い仕打ちにファイゼルが耐えかね、ある戦闘の「報酬」としてチャイカを譲り受ける。SLGパートでは衛生兵。語感がいいため「チャイカ」とそのまま仲間に呼ばせている。
ケニッヒス＝アイン
声 - 煉ヒロ
エレンシア解放軍将校の一人で筆頭将軍、ファイゼル、ラピスの幼馴染。旧エレンシア王国文官の息子。解放軍に身を投じ、実戦部隊のリーダーとして活躍している。スペッサルトが合流してからは我侭で器量の狭いスペッサルトのなだめ役として苦労している。幼い頃に教わったエスメル王子の思想（ファイゼル曰くエスメル王子の亡霊に取り付かれていると言われる程）に深く妄信的に影響を受けており、彼の理想を実現することを目標としている。机上で立てた綿密な作戦を元に動く理論家。
スペッサルト＝ダ＝エレンシア
声 - 広野大地
エレンシア王国第二王子でエレンシア王族唯一の生き残り。イルミナの侵攻があった当時、地方にいたため難を逃れた。王都開放の際にエレンシア解放軍の指導者として8年ぶりにその姿を現す。器量が狭く、我侭で王族＝尊いもの、市民＝卑しいものと身分に対する差別意識も強く持っているためか、王である自分に他人が従うことを当たり前のように思っている。戦力を見誤ったり、嫉妬で兵を動かしてしまうなど短絡的な部分があるが、利己的な政治的なことに関しては知恵が回るため、悪い意味で全くの愚かではない。8年前のエレンシア第一王子エスメルが反抗の際には自らが唯一の後継者（王）となるために、イルミナのエッフェンバイトとの間でエスメルの本拠地を売る代わりにエレンシア復活までその戦力を見逃してもらう政治取引をした。
ミーティア＝エスティナ
声 - 富樫ケイ
エレンシア解放軍のメンバーの一人でスペッサルトの秘書官。エレンシア王家の血を絶やさないために努めている。8年前の戦乱でエスメルを失うまではエレンシア第一王子エスメルの恋人だった。エスメルに操を立てており、スペッサルトに愛人になるよう言い寄られるがそのたびに断っている。スペッサルトの暴挙の際には殿を務めるなど武芸の心得もある。
マリー＝ヤン（PS2版追加キャラクター）
声 - 金田朋子
ミンファと同じく各地を旅する大道芸人で、赤いチャイナ服を着用。ミンファとは兄弟弟子の関係。大道芸人としての腕はあまり良くない。オスロでイルミナ兵に捕われていた所をファイゼルに助けられ、ミンファを慕ってそのまま強引に同行することとなる。ミンファと行動をともにしているファイゼルを毛嫌いし、幼児体型であることをコンプレックスに思っている。ミンファと同じ傭兵で、大道芸で用いるナイフを武器としそれを投げる形で中距離から攻撃する。

### イルミナ帝国
セリカ＝ローズ＝イルミネス
声 - 神崎ちひろ
イルミナ帝国の第14代女帝。父母が死去したため幼くして女帝となった。年齢はまだ10歳ではあるが、聡明にして威厳に溢れ、立派に女帝を務めている。まだ幼い為、政治は天公将軍エッフェンバイトが摂政となり行っているが大臣に異議を申し立てる際など、すでに威厳と才を発揮している。一人称が「わらわ」でやや時代がかった言葉遣いをするが、素直で一生懸命な可愛い女の子で、時折子供らしく養育係のクリームヒルトに甘える素振りも見せたり、エッフェンバイトの公私に渡る重圧にウンザリするなどする。が、その性格のため清濁交える政治の場面では人を信じすぎる、夢を見過ぎるとたしなめられる場面も。
クリームヒルト＝クライアント
声 - 宇佐美桃香
イルミナ帝国の人公将軍でローゼンベルグ領主。強力な魔法を使い、ファイゼル率いるエレンシア解放軍部隊に立ちはだかるが、エッフェンバイトの謀反をきっかけに、暗殺されかけた女王セリカを連れてエレンシア側に亡命、解放軍の客将となる。セリカの養育係も勤め、セリカに母親・姉のように慕われている。普段は柔らかく落ち着いた物腰だが締めるところは締めるメリハリのある性格をしている。過去に相思相愛の恋人がいたが、恋愛に惚けるあまりセリカの教育が疎かになりかけるなど複数を同時にこなせない不器用な一面もある。結局、恋人と主君の板ばさみにあい恋人とは破局している。
ナガレ＝カシマ
声 - 青山ゆかり
クリームヒルトの副官。和装の出で立ちで日本刀を愛用するフェンリル出身の傭兵。ファイゼルとは旧知の仲で、一度は敵として刃を交えることになるが、エッフェンバイトの謀反によりナガレの手引きでクリームヒルトとともにエレンシアに降った。フェンリル時代にはファイゼルと息の合ったペアを組み戦果を挙げていたおり、ガイルからは兄妹のようだと言わしめた。ガイル死去後、紆余曲折を経て先代より「フェンリル」を引き継ぐものの崩壊させてしまう。ファイゼルがフェンリルを脱退したいきさつについては知らない。「ござる」などの士言葉を使う女剣士。SLGパートでは傭兵（剣）を率いる。
エッフェンバイト＝シュトラウス
声 - 機知通
イルミナ帝国の天公将軍。生粋の武人でありイルミナ軍の全てを掌握する。立場としては女帝セリカの臣下だが、摂政としてイルミナ帝国の実質的な頂点に立っている。軍事色こそ強いものの、比較的善政を敷いているが、世襲制の大臣たちとは反目しあっている。社会主義の一種と思われる国民の結果の平等を理想と信じている。その理想実現のために先代皇帝夫妻を暗殺し、セリカを皇位に就けて後見人としてイルミナの政権を握り、自ら先頭を切ってエレンシア王国へ攻め込み併合し、エスメル王子の反乱も鎮めた。その後、セリカが自らの示す道と違う道を進み始め女帝としての聡明さを表すようになり、自らの目指す理想社会の障壁として暗殺・謀反を起こし排除しようとした。
アルマンディーン＝フォルムス
声 - 五反田正人
イルミナ帝国の地公将軍。若輩ながら三公将の地位を賜っており年齢に対してかなり有能であると思われるが、オスロ攻略戦ではファイゼルの飛行兵を用いた奇策に敗れ謹慎と2階級の降等処分（千騎長に格下げ）を受ける。血気盛んだが、部下思いで信望も厚い。クリームヒルトとは旧知の仲で、フェンリルに剣を習うため出向いたときの依頼主の領主の娘であった。またその際、ファイゼルとも出会っている。クリームヒルトを姉のように慕っており、憧れと淡い恋心を抱いている。バイカル攻略戦で破れ、撤退するクリームヒルトを庇い、殿として戦死した。
レヴィアン＝フォルムス
声 - 立花舞
リニューアル版のみに登場するキャラクターで、地公将軍アルマンディーンの妹。階級は兄の一つ下。幼い頃兄がフェンリルに剣を習いに行った際に同行しファイゼルとも出会っている。そのとき、盗賊に襲われた所を兄に救われたと思っていたため（実際に救ったのはファイゼル）、重度のブラコンでアルマンディーンに恋しているが、妹という立場からその気持ちを公にはしていない。兄に少しでも近づき役に立ちたいが為、剣を独学で学ぶなど必死で頑張っており、女の身でありながらエッフェンバイトの直属で部隊を指揮する。SLGパートでは遊撃兵。
黒騎士
声 - セラート国立
エッフェンバイト配下の精鋭部隊を率いる騎士。常に漆黒の鎧と兜を身にまとい、素顔を隠しており、非常に冷徹。レヴィアン曰く笑ったところを一度も見たことがない。その正体はエレンシア第一王子エスメルである。国民自らが政治の主役になるべきと考えていたが、10年前の反抗で謀略により窮地に陥った際、自らの部下に売られそうになった事にショックを受け、人は力で支配するしかないと信じるようになった。その後エッフェンバイトに助けられ、昔語った理想を追うエレンシアを打破すべくイルミナに協力する。
ベンジャミン
声 - 古満怒
エレンシア旧王都執政官。出世欲が強く自信過剰でよほどの大馬鹿。彼が最善の道として考え行動を起こすも実際には中途半端で最悪の行動しかとらないため、結果的にエレンシア解放軍の序盤の手助けをしてしまう。その後、オスロ陥落以降も自らの財産などを用いてたびたび主人公達に挑んでくる。メンアットワーク!2で出てくるときのベンジャミン、パシリはこの後の物語だと思われる。
パシリ
声 - 内野一
ベンジャミンの部下。ベンジャミンの無理難題に苦労している。ベンジャミンに「だから、貴様はいつまでたっても出世できないのだ。」とよく罵られている。
シノブ＝クズハ（PS2版追加キャラクター）
声 - 松来未祐
遠くの国からやってきたシノビの少女。寡黙だが、スタイルはよく、また美人。イルミナの刺客として女帝セリカの命を狙ったが、ファイゼルの説得によりエレンシア側に寝返った。隠密行動と暗殺を得意とする傭兵。

## スタッフ
- キャラクターデザイン・原画・広報 - 山本和枝
- 企画・ゲームデザイン - 有原昌顕
- シナリオ原案 - 西出明久
- シナリオ - YOH.、有原昌顕
- プログラム - Expect、有原昌顕、MIC
- 演出・監督 - 有原昌顕
- グラフィック - 株式会社スタジオ エコ、高岡嘉子、ななみあつし、とろCHU-、櫻井響、山本政文、KAN、玖月いちい、猫瀬コハク、真魅、姉御、氷山さとし
- グラフィック協力 - 有限会社ウイン、ねてしたん、吉田恵
- 背景 - 恵丸、パウエル吉見曹長
- チップデザイン - 魚人、姉御、慶、柊凪、KAIN
- マップデザイン - パウエル吉見曹長
- メニューデザイン - 綺鈴
- ムービー - 阿部悠太、吉田恵
- 音楽制作・技術・CVプロデュース - 渡久地誠（Tプロジェクトスタジオ）
- 楽曲制作 - 富永裕之、中井敏一、平林征児、Naka・G、梶原正裕、石川直人

プラスストーリーズ 制作スタッフ
- 株式会社ワイズケイ - 吉田穂積、小林高志、厳光生
- プログラム - 金尾淳、永田潔
- スクリプト - 木内貴之、佐藤清鷹、平川晋太郎
- グラフィック - 竹内里夫、藤田啓吾、伊藤誉英
- グラフィック監修 - 株式会社スタジオ エコ
- 制作 - 株式会社角川書店

## 主題歌
オープニング
『Burning Heart』 (Windows版)
作詞：Studio e.go!、作曲：ぴょんも、歌：藤原里香
『最後の笑顔』 (PS2版)
作詞/作曲：藤村みわ子、編曲：山本ヒロアキ、歌：村田あゆみ

エンディング
『Burning Heart '03』（リニューアル版）
作詞：Studio e.go!、作曲：ぴょんも、歌：CANDY
『最後の笑顔 (Ending ver.)』（PS2版）
作詞/作曲：藤村みわ子、編曲：山本ヒロアキ、歌：村田あゆみ